# Cunigunda de Halitsch
Cunigunda de Halitsch sau Cunigunda Rostislava (în germană Kunigunde von Halitsch, Kunigunde von Machow, Kunigunde von Ungarn, Kunigunde von Kiev, în cehă Kunhuta Haličská; n. 1245, Kiev, Marele Ducat al Lituaniei, Hoarda de Aur – d. 9 septembrie 1285, Český Krumlov, Boemia de Sud, Cehia) a fost regină a Boemiei și ducesă de Austria, Stiria, Carintia și Craina (1261–1278) prin căsătoria cu Ottokar al II-lea Přemysl. Fiind văduvă ea a intrat într-o relație nepotrivită cu Záviš de Falkenstein, legitimată ulterior printr-o căsătorie care pentru secolul al XIII-lea a fost un eveniment neobișnuit ce a provocat conflicte politice în Boemia.

## Originea și copilăria
Pe linia maternă Cunigunda era descendentă din dinastia Arpadiană. Mama ei, Anna, era fiica regelui Béla al IV-lea al Ungariei. Tatăl ei, Rostislav al IV-lea de Kiev, aparținea unei linii laterale a dinastiei Rurik din Halytch-Volhynia. În jurul anului 1240 acesta a fugit din calea mongolilor în Ungaria. El a intrat în serviciul regelui Béla și în cele din urmă a devenit ginere acestuia și Ban în principatul slavon Mačva. Cunigunda și-a petrecut copilăria acolo.

## Căsătoria cu Ottokar al II-lea Přemysl
La vârsta de cincisprezece ani, Cunigunda a devenit o figură pe tabla de șah politică. După ce regele Béla al IV-lea a fost învins de Ottokar al II-lea în Bătălia de la Kressenbrunn, o nuntă trebuia să consolideze Pacea de la Viena din 1261 încheiată între Boemia și Ungaria. Ottokar al II-lea a divorțat de prima sa soție Margareta, care era cu treizeci de ani mai în vârstă decât el și la sfârșitul lunii octombrie 1261 s-a căsătorit cu Cunigunda în Cetatea Pozsony (astăzi Bratislava). Două luni mai târziu Cunigunda, în vârstă de șaisprezece ani, a fost încoronată la Praga ceea ce a reprezentat un mare eveniment la acea vreme pentru toată Europa Centrală.
Tânăra a născut probabil șase copii în următorii zece ani. Prima ei născută, Cunigunda de Boemia a încheiat o căsătorie motivată politic, cu ducele Boleslav al II-lea al Mazoviei în 1291 și după ce s-a despărțit de el în 1302 a intrat în Ordinul Clariselor și a devenit stareță a Mănăstirii Sf. Gheorghe din Praga. A doua fiică, Agnes de Boemia, a fost căsătorită cu Rudolf al II-lea, duce al Austriei. Există doar dovezi incerte despre alți doi fii și încă o fiică a Cunigundei care ar fi murit în copilărie. Mult așteptatul moștenitor, Venceslau al II-lea s-a născut abia în septembrie 1271.
La acest moment stăpânirea dinastiei Přemyslid se extinsese deja până la Marea Adriatică, iar regele Boemiei pretindea și coroana imperiului romano-german împotriva rezistenței ducilor germani, care respingeau autocratismul lui Ottokar al II-lea. În 1273, Rudolf I de Habsburg a fost ales rege romano-german, pe care regele Boemiei nu l-a recunoscut. În 1278 Ottokar al II-lea a murit în Bătălia de pe Marchfeld luptând împotriva lui Rudolf I de Habsburg.
Moștenitorul tronului Venceslau al II-lea a fost închis în Castelul Bezděz în 1279 de către tutorele său, margraful Otto al IV-lea de Brandenburg. Cunigunda a rămas cu fiul ei câteva luni, apoi a fugit în Moravia și mai târziu în Ducatul Troppau, unde a condus propria sa curte. 

## Descendenții
Din căsătoria Cunigundei cu Ottokar al II-lea au rezultat probabil șase copii între care: 
- Cunigunda de Boemia (1265–1321) căsătorită cu ducele Boleslav al II-lea al Mazoviei și apoi stareță la Mănăstirea Sf. Gheorghe din Praga;
- Agnes de Boemia (1268–1296) căsătorită cu Rudolf al II-lea de Habsburg;
- Venceslau al II-lea (1271–1305) rege al Boemiei și Poloniei.

## Căsătoria cu Záviš de Falkenstein
Aflată în Ducatul Troppau regina văduvă în vârstă de 35 de ani, a început o legătură cu un influent nobil, Záviš de Falkenstein din familia Vítkovci (în germană Witigonen). Relația lor a fost general calificată drept scandaloasă, mai ales atunci când în 1281 din relația lor s-a născut un fiu, Jan/Ješek (d. 1337). În același an Cunigunda și Záviš au fost nevoiți să părăsească ducatul Troppau și au fugit în Moravia.
În 1283 când Venceslau al II-lea, în vârstă de unsprezece ani, s-a întors la Praga din captivitate, Cunigunda se afla încă în Moravia. Inițial fiul ei a cerut ca doar ea să fie adusă la curtea lui, dar Záviš a urmat-o curând și a câștigat o mare influență asupra tânărului rege. În mai 1285 Cunigunda și Záviš s-au căsătorit, nunta lor fiind publică. Záviš a primit funcția de maestru al curții și, în calitate de regent de facto, a avut o mare influență politică în Boemia. În același an Cunigunda l-a însoțit la Eger pe fiul ei Venceslau, unde acesta s-a căsătorit cu Iudita de Habsburg, fiica regelui Rudolf. La scurt timp după aceea ea s-a îmbolnăvit și a murit pe 9 septembrie 1285 la Praga.
Záviš de Falkenstein i-a supraviețuit și s-a căsătorit ulterior cu prințesa Elisabeta a Ungariei. La cinci ani după moartea Cunigundei pe 24 august 1290 el a fost executat din ordinul regelui Venceslau al II-lea.